# Morelmaison
Morelmaison é uma comuna francesa na região administrativa de Grande Leste, no departamento de Vosges. Estende-se por uma área de 5,48 km². Em 2010 a comuna tinha 207 habitantes (densidade: 37,8 hab./km²).